# 롯데 자이언츠의 KBO 리그 상 수상자 목록
다음은 롯데 자이언츠 선수 중 야구 관련 상을 받은 선수들의 목록이다.

## KBO MVP
- 1984년 - 최동원 (투수)
- 2005년 - 손민한 (투수)
- 2010년 - 이대호 (타자)

## KBO 최우수 신인상
- 1992년 - 염종석 (투수)

## KBO 골든글러브
| 선수     | 포지션                 | 수상 횟수 | 연도                            | 참고                                             |
| -------- | ---------------------- | --------- | ------------------------------- | ------------------------------------------------ |
| 김용희   | 3루수                  | 3         | 1982-83, 1985                   | 1985년은 지명 타자 부문                          |
| 김성관   | 외야수                 | 1         | 1982                            |                                                  |
| 최동원   | 투수                   | 1         | 1984                            |                                                  |
| 김용철   | 1루수 / 지명 타자      | 2         | 1984, 1988                      | 1988년은 지명 타자 부문                          |
| 홍문종   | 외야수                 | 1         | 1984                            |                                                  |
| 박정태   | 2루수                  | 2         | 1991, 92                        |                                                  |
| 염종석   | 투수                   | 1         | 1992                            |                                                  |
| 박계원   | 유격수                 | 1         | 1992                            |                                                  |
| 김응국   | 외야수                 | 2         | 1992, 1996                      |                                                  |
| 전준호   | 외야수                 | 2         | 1993, 1995                      |                                                  |
| 박정태   | 2루수                  | 3         | 1996, 1998-99                   |                                                  |
| 호세     | 외야수                 | 1         | 1999                            |                                                  |
| 손민한   | 투수                   | 1         | 2005                            |                                                  |
| 이대호   | 1루수 / 3루수/지명타자 | 7         | 2006-07, 2010-11, 2017-18, 2022 | 2010년은 3루수 부문 2018, 2022년은 지명타자 부문 |
| 강민호   | 포수                   | 4         | 2008, 2011-13                   |                                                  |
| 조성환   | 2루수                  | 2         | 2008, 2010                      |                                                  |
| 박기혁   | 유격수                 | 1         | 2008                            |                                                  |
| 가르시아 | 외야수                 | 1         | 2008                            |                                                  |
| 홍성흔   | 지명 타자              | 4         | 2008-2011                       |                                                  |
| 손아섭   | 외야수                 | 5         | 2011-2014 2017                  |                                                  |
| 전준우   | 외야수                 | 1         | 2018                            |                                                  |

## 개인 기록 수상자

### 투수 부문
| 연도   | 부문                    | 선수       | 시즌 성적                       | 주석 및 기타 |
| ------ | ----------------------- | ---------- | ------------------------------- | --- |
| 1982년 | 최다 탈삼진 투수        | 노상수     | 141개                           | |
| 1984년 | 최다승 투수             | 최동원     | 27승 13패                       | 18구원승으로 최다 구원승 |
| 1984년 | 최다 탈삼진 투수        | 최동원     | 223개                           | |
| 1985년 | 최우수 선발 방어율 투수 | 최동원     | 1.67(17경기 145.1이닝 27자책점) | |
| 1987년 | 최다 탈삼진 투수        | 최동원     | 163개                           | |
| 1988년 | 최다승 투수             | 윤학길     | 18승 10패                       | 13선발승으로 이상윤과 선발승 공동 2위 |
| 1992년 | 최우수 방어율 투수      | 염종석     | 2.33(33경기 204.2이닝 53자책점) | 선발 22경기 172이닝 39자책점 ERA 2.04로 최우수 선발 방어율 투수 |
| 1992년 | 최다 선발승             | 윤학길     | 17선발승                        | 이강철과 공동 1위 |
| 1996년 | 최다승 투수             | 주형광     | 18승 7패                        | 공동 수상(선발로만 18승을 거둬 최다 선발승) |
| 1996년 | 최다 탈삼진 투수        | 주형광     | 221개                           | |
| 2001년 | 최다승 투수             | 손민한     | 15승 6패                        | 공동 수상(선발로만 15승을 거두어 최다 선발승) |
| 2001년 | 최우수 방어율 투수      | 박석진     | 2.98(47경기 133이닝 44자책점)   | 선발 11경기 68.1이닝 25자책점 ERA 3.29로 선발 50이닝 이상 투구한 선수 중 최저 방어율                                                                                   |
| 2005년 | 최다승 투수             | 손민한     | 18승 7패                        | 17선발승으로 1986년 선동열과 역대 정규시즌 MVP 최다 선발승 타이(그 이후 류현진 (2006년)(18선발승) 리오스 (2007년)(22선발승)에 의해 정규시즌 MVP 최다 선발승 기록 갱신) |
| 2005년 | 최우수 방어율 투수      | 손민한     | 2.46(28경기 168.1이닝 46자책점) | 선발 26경기 164.1이닝 46자책점 ERA 2.51로 최우수 선발 방어율 |
| 2009년 | 최다승 투수             | 조정훈     | 14승 9패                        | 윤성환, 아킬리노 로페스와 공동 수상(로페스가 그랬던 것처럼 선발로만 14승을 거둬 최다 선발승 공동 1위이자 역대 최다 선발승 투수 최소 선발승 타이)                       |
| 2020년 | 최다 탈삼진 투수        | 스트레일리 | 205개                           | |

## 역대 개인 기록 수상자(타자 부문)

### 최고 타율
- 1999년 마해영 타율 0.372 - 503타수 / 187안타
- 2006년 이대호 타율 0.336 - 443타수 / 149안타
- 2010년 이대호 타율 0.364 - 478타수 / 174안타
- 2011년 이대호 타율 0.357 - 493타수 / 176안타

### 최다 홈런
- 2006년 이대호 26홈런
- 2010년 이대호 44홈런

### 최다 안타
- 1984년 홍문종 122안타
- 2010년 이대호 174안타
- 2011년 이대호 176안타
- 2012년 손아섭 158안타
- 2013년 손아섭 172안타
- 2017년 손아섭 193안타
- 2024년 레이예스 202안타

### 최고 장타율
- 2001년 호세 0.695
- 2006년 이대호 0.571
- 2007년 이대호 0.600
- 2010년 이대호 0.667

### 최고 출루율
- 1991년 장효조 0.452
- 2001년 호세 0.503
- 2010년 이대호 0.444
- 2011년 이대호 0.433

### 최다 타점
- 2006년 이대호 88타점
- 2008년 가르시아 111타점
- 2010년 이대호 133타점

### 최다 득점
- 1984년 홍문종 62득점 (공동 최다 득점)
- 1995년 전준호 93득점
- 2010년 이대호 99득점

### 최다 도루
- 1993년 전준호 75도루 25실패
- 1995년 전준호 69도루 25실패

## 역대 MVP

### 한국시리즈
- 1984년 유두열 (외야수)
- 1992년 박동희 (투수)

### 미스터 올스타 (올스타전 MVP)
- 1982년 김용희 (내야수)
- 1984년 김용희 (내야수)
- 1989년 허규옥 (외야수)
- 1990년 김민호 (내야수)
- 1991년 김응국 (외야수)
- 1998년 박정태 (내야수)
- 1999년 박정태 (내야수)
- 2004년 정수근 (외야수)
- 2005년 이대호 (내야수)
- 2007년 정수근 (외야수)
- 2008년 이대호 (내야수)
- 2010년 홍성흔 (지명타자)
- 2012년 황재균 (내야수)

- 2015년 강민호 (포수)